# Dina Foguelman
Dina Foguelman (n. Buenos Aires, 1936) es una investigadora argentina en cuestiones ecológicas, en especial en lo que respecto al efecto del nitrógeno en el suelo. Se desempeña como investigadora en el Instituto Nacional de Tecnología Agropecuaria (INTA).

## Biografía
Obtuvo su titulación de grado en la licenciatura en Ciencias naturales orientación botánica, en la Facultad de Ciencias Exactas y Naturales de la UBA en 1960. Y de postgrado como doctora en Ciencias de la Universidad Pierre y Marie Curie, Universidad de París VI, Francia, en 1970.
Ingresa en 1965 al INTA - EEA Pergamino, especializándose en investigaciones en ecología de nitrificantes del suelo; nitrógeno en el suelo y humus en los suelos de cultivo. En 1975 se establece como planificadora en el Ministerio de la Producción de la provincia de Buenos Aires.

## Algunas publicaciones

### Libros
- Esteban, no entendes nada. 2010
- elizabeth González Urda, dina Foguelman, ana maría Zerboni. 2010. Los pedales de la bicicleta: la evaluación en la educación ambiental. Editorial Kaicron www.kaicron.com.ar ISBN 978-987-1758-04-3

- dina Foguelman, elizabeth González Urda. 2009. Que es la ecologia / What is ecology. Vol. 42 de Monde diplomatique (Series) (Buenos Aires, Argentina). Editor Capital Intelectual S A, 205 pp. ISBN 9876141597, ISBN 9789876141598

- Antonio e. Brailovsky, dina Foguelman. 2004. “Memoria Verde”. Plaza edición: Bs. As, y Random House Mondadori, 352 pp. ISBN 987113830X, ISBN 9789871138302 resumen en línea

- 2003. Pests and Diseases in Organic Management: A Latin American Perspective. Ed. International Federation of Organic Agriculture Movements Head Office, Oekozentrum Imsbach, 103 pp. ISBN 3934055311, ISBN 9783934055315

- dina Foguelman, Antonio e. Brailovsky. 1999. Buenos Aires y sus ríos: el agua en el Área Metropolitana. Edición ilustrada de Lugar Editorial, 132 pp. ISBN 9508920696, ISBN 9789508920690

- dina Foguelman. 1998. Nosotros y la naturaleza: recursos naturales y formas de intervención humana. Buenos Aires: La Llave

- dina Foguelman, elizabeth González Urda. 1995. Ecología. 2: biodiversidad, poblaciones y conservaciones de recursos vivos. Buenos Aires: Conicet. ISBN 9506870152, ISBN 9789506870157

- -------------------. 1994. Ecología: el agua en Argentina. Buenos Aires: Conicet

- -------------------. 1992. Introducción al curso de ecología y medio ambiente: el agua en Argentina. Buenos Aires: Conicet

- -------------------, maría c. Zeballos de Sisto. 1992. Fauna y sociedad en Argentina: nuestros compatriotas silvestres. Buenos Aires: edición ilustrada Lugar Científico. 132 pp. ISBN 9509129631, ISBN 9789509129634

- -------------------. 1966. Etude de l'activité biologique en particulier de la minéralisation de l'azote, de quelques sols du Languedoc et du Massif de l'Aigoual. Vol. 30 de Centre d'études phytosociologiques et écologiques; documents. Editor Centre national de la recherche scientifique - Centre d'études phytosociologiques et écologiques, 304 pp.

### Capítulos
- 1994. Materiales de trabajo para la capacitación en geografía. Publicación Buenos Aires : Ministerio de Cultura y Educación de la Nación. Argentina

### Editora
- IFOAM '98, Argentina: Organic Agriculture, the Credible Solution for the XXIst Century : Proceedings of the 12th International IFOAM Scientific Conference : November 15th-19th, 1998, Mar Del Plata, Argentina. Vol. 12 de Proc. of the ... international IFOAM sci. conference. Editores Dina Foguelman e IFOAM c/o Ökozentrum Imsbach, 267 pp. ISBN 3934055036, ISBN 9783934055032

## Honores
Miembro de:
- Equipo de Formación y Redacción de material impreso para profesores, Dirección General de Cultura y Educación, Provincia de Buenos Aires, 1995.
- Comisión Directiva MAPO.[2]